# Å-mudderbanke
Å-mudderbanken kaldes også for "vandløb med tidvis blottet mudder med enårige planter". Det er en naturtype, der forekommer i eller langs vandløb med svingende vandføring og et finkornet bundmateriale (silt eller ler).

## Karakteristik
Naturtypen er som det forstås meget variabel i omfang, og den kan mangle helt på steder, hvor vandstanden er konstant, eller i år, hvor sommeren er regnfuld. Omvendt vil der normalt opstå blottet mudder efter selv kortvarig tørke.

## Dannelsesforhold

### Jordbund
Å-mudderbanker dannes kun, hvor jordbunden under og langs vandløbet består af meget finkornet materiale: gytje, ler eller silt. Ligeledes dannes de kun, hvis vandløbet har ligget nogenlunde uforstyrret gennem flere år. Det er vigtigt at understrege, at disse mudderbanker er meget næringsrige med et højt indhold af kalk og nitrat.

### Terrænforhold
Da mudder kun aflejres langs vandløb med langsomt strømmende vand, er denne naturtype knyttet til landskaber uden de store højdeforskelle.

### Klimatiske forudsætninger
Vejret har indflydelse på, om disse naturtyper overhovedet kan opstå, for hvis det regner meget i vækstperioden, vil der ikke dannes blotlagte mudderflader. Klimaet, altså det gennemsnitlige vejr målt over en glidende 30-årig periode, har derimod næppe nogen større betydning for disse bankers vegetation.

## Plantesamfund
Plantesamfundet består som nævnt af énårige, urteagtige planter, som er i stand til at udnytte de korvarige, lysåbne og vandmættede voksesteder på mudderbund. I faglitteraturen benævnes de enten som Chenopodion rubri eller Bidention.

### Karakterplanter
Fliget brøndsel (Bidens tripartita) og knudet pileurt (Persicaria lapathifolia ) er de karakteristiske, dominerende arter i denne naturtype.

### Andre arter
Desuden findes en række andre arter, som også kan præge naturtypen mere eller mindre kraftigt:
- Rød gåsefod (Chenopodium rubrum),
- Brun fladaks (Cyperus fuscus),
- Dyndurt (Limosella aquatica),
- Enårig rapgræs (Poa annua),
- Almindelig loppeurt (Pulicaria vulgaris),
- Strandskræppe (Rumex maritimus),
- Sumpskræppe (Rumex palustris),
- Almindelig fuglegræs (Stellaria media).

## Forekomst i Danmark
Naturtypen er udbredt som smalle bånd langs og i langsomt flydende vandløb i det meste af Danmark.

## Fredningsstatus
Naturtypen er ikke underlagt fredning i sig selv, men fredning af bestemte vandløb (f.eks. Skjern Ås gamle løb) vil også bidrage til, at denne naturtype får gode betingelser. Å-mudderbanke er en betegnelse for en naturtype i Natura 2000-netværket, med nummeret 3270.